# Księstwa Wierchowskie
Księstwa Wierchowskie (ros. Верховские княжества) – historyczne określenie 12 niewielkich księstw ruskich, położonych u źródeł i w górnym biegu rzeki Oki (tzw. Poocze) i jej dopływu Ugry stanowiących przedmiot sporu pomiędzy Wielkim Księstwem Litewskim i Wielkim Księstwem Moskiewskim na przełomie XV i XVI wieku.

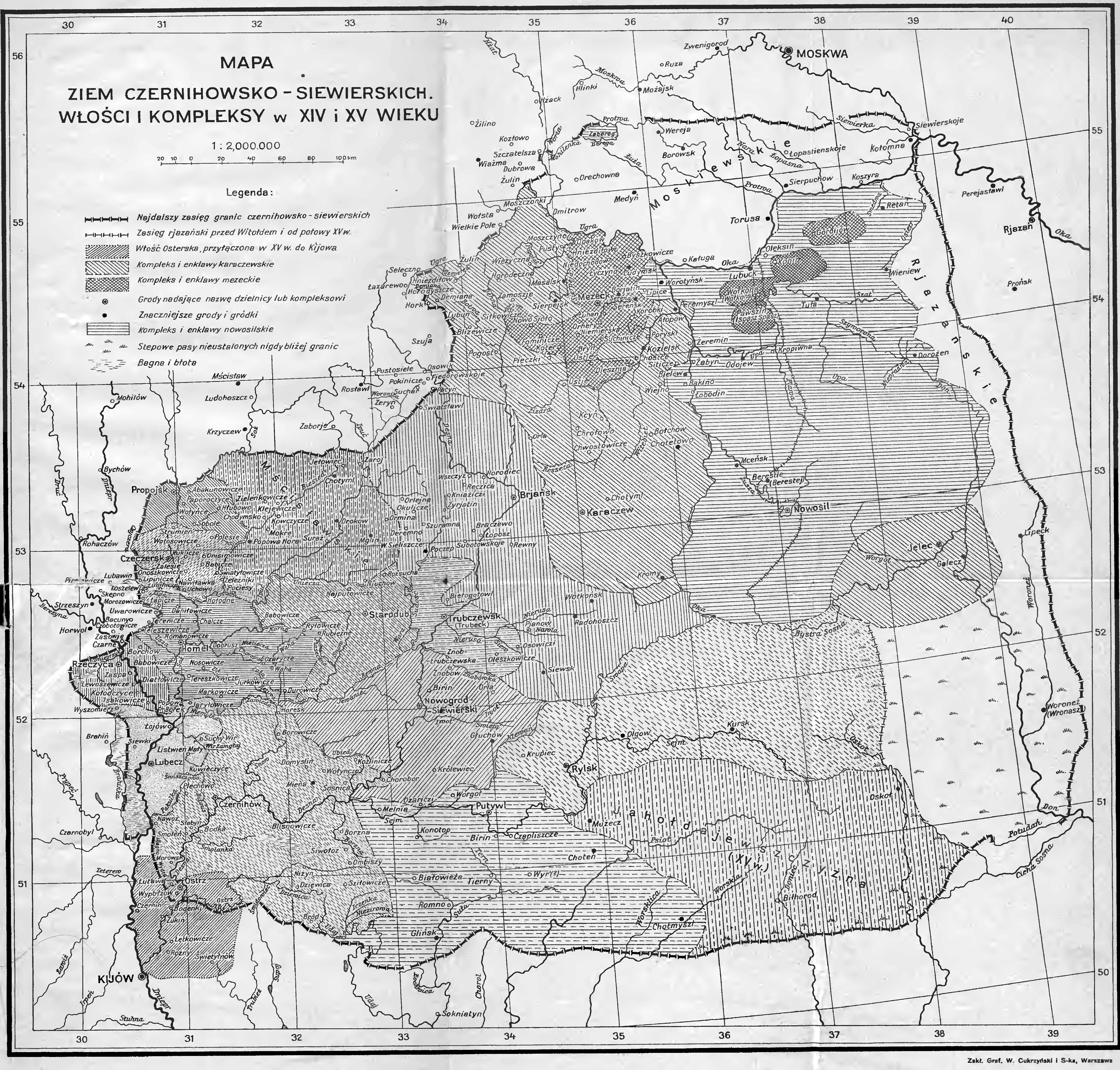
Ziemie czernihowsko-siewierskie w XV wieku z Księstwami Wierchowskimi

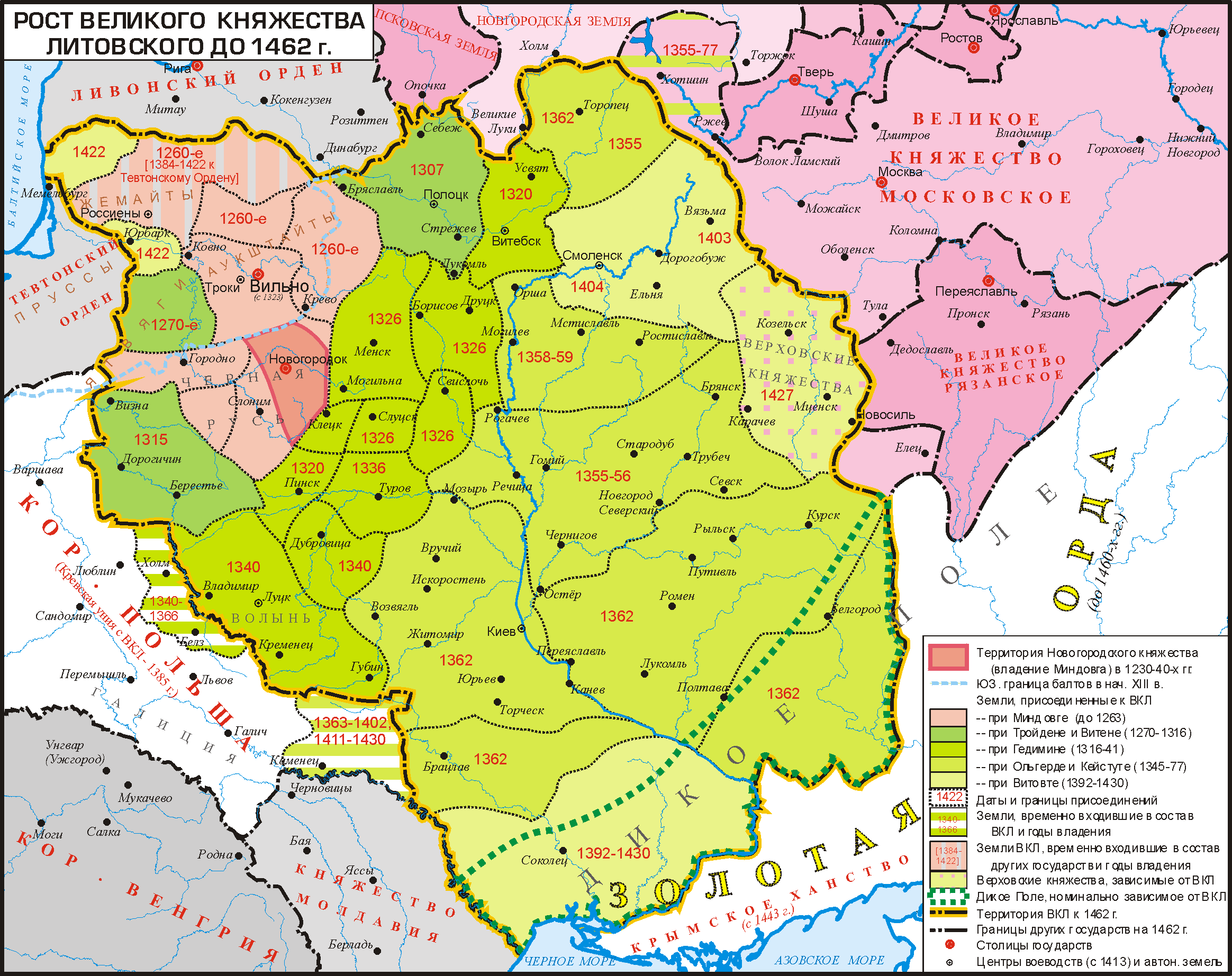
Wierchowszczyzna w granicach Wielkiego Księstwa Litewskiego w 1462 r.

Księstwa Wierchowskie powstały w wyniku postępującej dezintegracji północnej części Księstwa Czernihowskiego (Siewierskiego), wywołanej najazdem Mongołów na Ruś Kijowską w połowie XIII wieku. Od 1246 roku we władaniu potomków synów księcia czernihowskiego św. Michała Wsiewołodowicza (Wszewołodowicza). Po ustąpieniu Mongołów, od końca XIV wieku poszczególni kniaziowie wierchowscy zmuszeni zostali do płacenia trybutu Wielkiemu Księstwu Litewskiemu. Niektóre z nich miały daleko idącą autonomię wewnętrzną i Wielkie Księstwo Litewskie nie ingerowało w ich sprawy poza żądaniem dostarczania daniny i posiłków wojskowych.
W 1406 roku książę moskiewski Wasyl I napadł na Wiaźmę, Sierpiejsk i Kozielsk, jednak wojna z Litwą skończyła się dla niego niepomyślnie w związku z czym zawarto trwały pokój, który uznał rzekę Ugrę za granicę między dwoma państwami. 
W miejsce drobnych księstw ruskich kniaziów (dzielnice Odojewskich, Nowosilskich, Worotyńskich, Peremyszlskich, Bielewskich) król Kazimierz Jagiellończyk stworzył jedną dzielnicę związaną stosunkiem lennym z Wielkim Księstwem Litewskim i powierzył ją kniaziowi Fedorowi Worotyńskiemu. Jego syn Dymitr Worotyński poddał w 1487 roku całą dzielnicę księciu moskiewskiemu, co spowodowało utratę całej Wierchowszczyzny. Próba przeciągnięcia Worotyńskich z powrotem na stronę Litwy się nie powiodła, co więcej pod koniec XV wieku inni książęta wierchowscy poszli ich śladem i przeszli na stronę Wielkiego Księstwa Moskiewskiego (tzw. otjezdy), co zostało poparte moskiewską interwencją zbrojną księcia Iwana III Srogiego rozpoczętą po śmierci króla Polski Kazimierza Jagiellończyka w 1492 roku. W efekcie rozpoczętej wtedy tzw. „wojny wierchowskiej” Wielkie Księstwo Litewskie utrzymało kontrolę nad częścią Księstw Wierchowskich z Lubuckiem, Mceńskiem, Sierpiejskiem i Masalskiem. Jednakże wkrótce w 1499 roku na stronę moskiewską przeszedł kniaź Semen Bielski, co stanowiło pogwałcenie postanowień pokoju wieczystego z 1494. 
Na skutek rozpoczętej wojny Wielkie Księstwo Litewskie zrzekło się w rozejmie z 28 marca 1503 roku pozostałych Księstw Wierchowskich na rzecz Wielkiego Księstwa Moskiewskiego.

## Lista księstw
Pierwotnie księstwa dzieliły się na 3 kompleksy: nowosilski, karaczewski, mezecko-toruski. Następnie w wyniku rozpadu powstały księstwa:
- Księstwo Nowosilskie (istniejące w latach 1376–1425). W wyniku jego rozpadu w 1425 roku powstały:
  - Księstwo Odojewskie (1425–1547) – siedziba kniaziów Odojewskich
  - Księstwo Worotyńskie (1425–1573)– ośrodek dóbr kniaziów Worotyńskich
  - Księstwo Bielewskie (1425–1558) – siedziba kniaziów Bielewskich. Protoplastą był Wasyl Romanowicz Bielewski.

- Księstwo Karaczewskie – protoplastą był książę Michał Mścisławowicz. Dzielące się później na dziedziny z grodami:
  - Karaczew
  - Masalsk (1350–1494) – siedziba książąt Massalskich
  - Zwienigorod (1340––1504)– siedziba kniaziów Zwienigorodskich i Nozdrewatych
  - Kozielsk (1235–1445) – siedziba rodu Gorczakow
  - Chotetowsk – siedziba Chotetewskich
  - Bołchowsk
  - Peremyszl

- Księstwo mezecko-toruskie - protoplastą był Jerzy Michajłowicz. Księstwo podzieliło się na włości z grodami:
  - Tarusa i Mezeck (obecnie Mieszczowsk) – siedziba kniaziów Mezeckich
  - Bariatino – ośrodek kniaziów Bariatyńskich
  - Oboleńsk – (1270–1494) siedziba książąt Oboleńskich

inne włości:
- Lubuck
- Mceńsk
- Sierpiejsk